# 开罗
开罗（阿拉伯語：القاهرة，羅馬化：al-Qāhirah，IPA：[ælˈqɑːhɪɾɑ] ⓘ）是埃及的首都，埃及第一大城市以及全國經濟、交通和文化中心，該城市横跨尼罗河。由开罗省、吉萨省和盖勒尤卜省组成，通称大開羅地區，2021年，其區域共具有2130萬人口，使得大开罗成為埃及和阿拉伯世界以及非洲最大的城市，是世界第十六大都會區。開羅也是世界上最古老的城市之一，自古埃及時期的孟菲斯遗址（現位於赫勒萬省赫勒萬）與吉薩金字塔群，再到城市從埃及阿拉伯化之後的第一個首都福斯塔特所發展起來，现在的开罗地区，阿拉伯穆斯林占多数，科普特基督徒也占有较大比例。
開羅的歷史中心於1979年被授予世界遺產地位。依照全球化及世界城市研究网络（GaWC）所公布之《世界级城市》名单中，開羅被列为属于BETA+级别的国际都市如今，開羅擁有阿拉伯世界歷史最悠久、規模最大的文化、影視和音樂產業，以及世界第二古老的高等學府艾資哈爾大學。許多國際媒體、企業和組織在該市設有地區總部；阿拉伯國家聯盟的行政中心也設立於此。
目前開羅人口超過1000萬，城市面積超過453平方公里，另外約有950萬居民居住在城市附近。與許多其他城市一樣，開羅也受到空氣污染和交通堵塞的困擾。開羅地鐵是非洲僅有的兩個地鐵系統之一（另一個在阿爾及利亞的阿爾及爾） ，位列世界上最繁忙的15個地鐵系統之一，每年有超過10億乘客乘坐。2005年開羅經濟位居中東第一，在2010年全球城市指數中位列全球第43位。

## 歷史

### 名稱
開羅在古埃及時期稱優努（古埃及語：ỉwnw，拉丁化：lunu，意為「通道」）或安努（Anu），聖經中稱作昂（On）、赫利奧波利斯（希臘語：Hλιούπολις，意為「太陽神之城」）、米斯爾（阿拉伯語：مصر，另作Miṣr，意為「軍營」，後來成為整個埃及的自稱），後改稱福斯塔特（意為「帳棚」），868年突倫王朝埃米爾艾哈邁德·伊本·突倫於福斯塔特北部另建新都稱作加塔伊，到969年法蒂瑪王朝哈里發穆伊茲派部將喬海爾征服阿拔斯王朝統治下的埃及，973年遷都於此，把新首都稱作開羅（al-Qāhira，意為「勝利之都」）為開羅名稱之始。

### 發展
| iwn | nw · O49 |

| 或 | O28 |

| iwn | nw · O49 |

| 或 | O28 |

開羅地區的歷史，可追溯到公元前约3100年以前的前王朝時期，當時位於今日開羅所在地的優努（Iunu）（希臘化後作赫利奧波利斯（Heliopolis））已為下埃及第十三諾姆（nome）赫克瓦特（Heq-At）的首都，及後優努（Iunu）雖不再為首都，但仍作為太陽神祭祀中心直至希臘化時代，到托勒密王朝中期除了祭司以外，大多數市民已離開了，不久赫利奧波利斯也告荒廢，只留下方尖碑見證她的歷史。

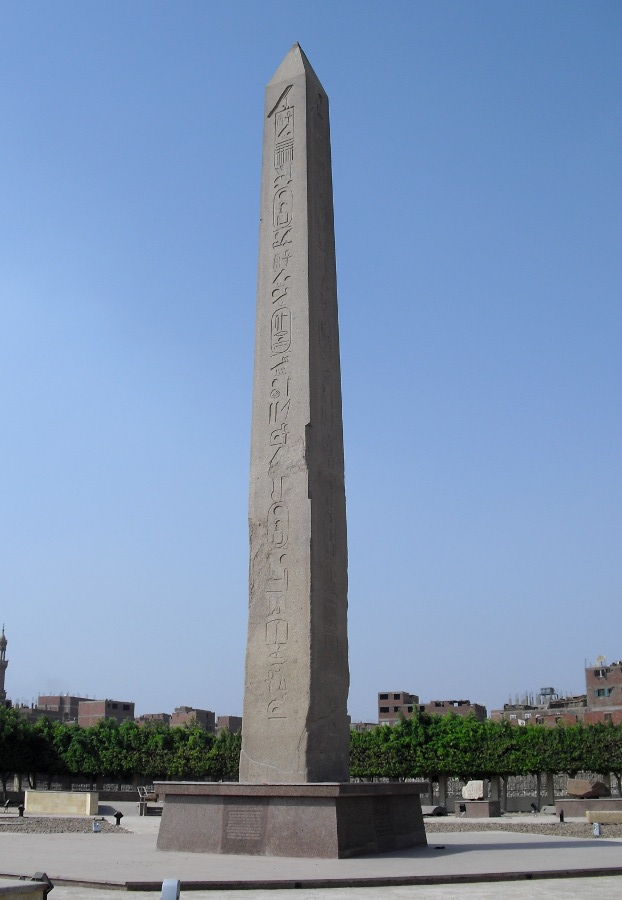
赫利奧波利斯方尖碑

另外到了古王国时期，位於今開羅西南方三十公里，當時上下埃及交界，尼羅河西岸原為下埃及第一諾姆阿納赫奇）首都的孟菲斯成为了統一的上下埃及王國首都，直至中王國遷都底比斯前，這裡一直作為王國的政治及宗教中心，爾後孟菲斯雖不是首都，仍為重要城市直至西元七世紀阿拉伯人征服埃及為止。
到西元642年，伊斯蘭軍隊拆毀了孟菲斯城（孟斐斯因而遭到毀滅性的破壞變成了廢墟）把建築材料運到今開羅南部將其建設為一座軍營城市─米斯爾（Misr），後改稱福斯塔特（帳棚）（阿拉伯語：الفسطاط, al-Fusţāţ）。868年突倫王朝埃米爾艾哈邁德·伊本·突倫於福斯塔特北部另建新都稱作加塔伊（阿拉伯語：القطائـع, Al-Qatta'i），905年，阿巴斯王朝的軍隊攻陷加塔伊，伊本·圖倫的子孫被解往巴格達，圖倫王朝滅亡。到969年法蒂瑪王朝哈里發穆伊茲派部將喬海爾征服阿拔斯王朝統治下的埃及，973年遷都於此，把新首都稱作開羅（al-Qāhira 勝利之都）為開羅名稱之始。往後這裡經法蒂瑪、阿尤布、馬木留克等幾個以此為首都的王朝全力發展（同時也使開羅四週被他們視作異教徒的建築受到進一步破壞），才把開羅發展為埃及甚至中東地區的一個中心城市，當時开罗是世界上最古老的伊斯兰城市之一，它有许多古老著名的清真寺、伊斯兰学校、市场和喷泉，是伊斯兰世界的一个重要的中心城市。开罗在14世纪达到鼎盛。並以卡利利市场为中心，向南北两方扩展，包括艾資哈爾大學、萨拉丁城堡等著名伊斯兰古蹟。，到了1517年馬木留克王朝被鄂圖曼帝國蘇丹塞利姆一世打敗，開羅淪為鄂圖曼帝國埃及省之省會，開始衰落，直到近代才得到恢復。

### 現代

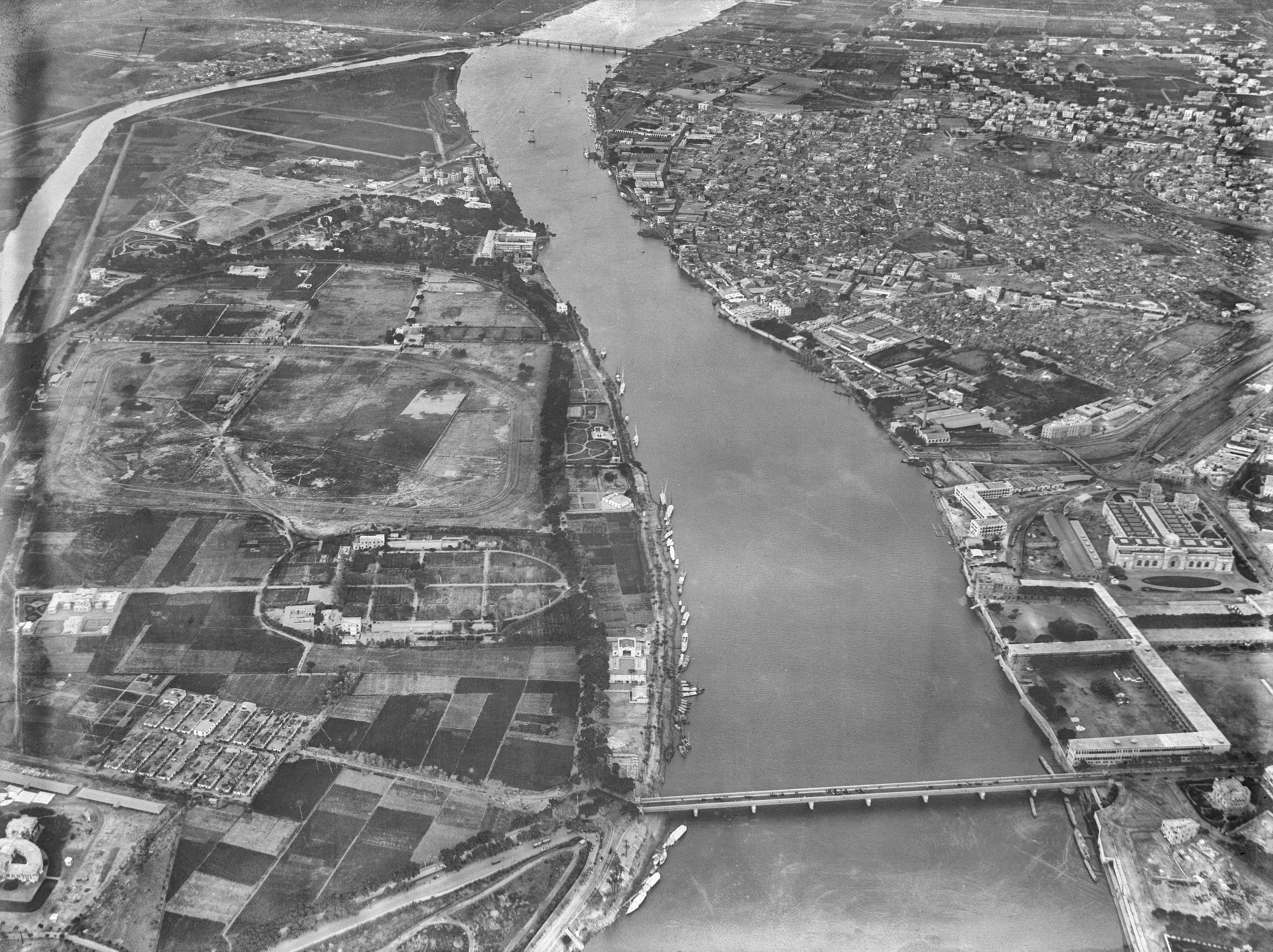
1904年的開罗，右側的大型建築物為埃及博物館。

在鎮壓了阿拉伯瓦哈比主義者的叛亂（1818年），確保了自身在埃及統治的穩固性後，奥斯曼帝国的埃及帕夏（总督）穆罕默德·阿里·帕夏在任期期間對開羅發起一系列社會和經濟改革，為他贏得了現代埃及創始人的稱號。穆罕默德·阿里開始在城市建設公共建築，這些改革起初對開羅的景觀影響甚微。後在伊斯梅爾帕夏的領導下，現代開羅發生了更大的變化，伊斯梅爾從巴黎汲取靈感，構想了一座擁有大街和寬闊大道的城市；由於政府財政拮据，這個計畫最終並未有實現，不過伊斯梅爾依然試圖通過建立公共工程部、為開羅帶來燃氣和照明，以及開設劇院和歌劇院來使城市現代化，並讓城市與鄰近的聚落或是城市合併。
伊斯梅爾的計畫導致埃及陷入債務泥沼，歐洲勢力常以此作為入侵理由，最終導致1882年埃及被英國入侵。埃及英治时期，開羅的經濟中心迅速向西移動到尼羅河，遠離歷史悠久的伊斯蘭開羅區域，在19世紀末，歐洲人佔開羅人口的5%，他們大多都擔任殖民地政府的高層職位。
1906年，比利時實業家愛德華·路易·約瑟夫·昂潘（Édouard Empain）和他的埃及同行博戈·努巴爾（Boghos Nubar）領導的赫利奧波利斯綠洲公司，在距開羅市中心10公里的地方建造了一個名為赫利奧波利斯（希臘語含有太陽之城之意）的郊區。他在此處建立了許多獨立梯田別墅、公寓樓等新式建築，被稱為赫利奧波利斯風格。1905-1907年，蓋濟拉島的北部由Baehler公司開發成扎馬雷克，成為開羅最高檔的“時尚”社區。1906 年，擁有花園和彎曲街道的別墅社區「花園城」開始建設。
英国起初没有计划长期占领埃及。但是，英国驻埃总领事第一代克羅默伯爵埃弗林·巴林（Evelyn Baring）认为，埃及的财政改革需时不短，应长期占领埃及，到了20世紀。當埃及被宣佈為英國保護國五年後，獨立運動支持者於1919年在開羅舉行了大規模示威，1921年12月，开罗英国当局宣布当地处于戒严状态，并再次拘捕獨立運動支持者薩德·扎格盧勒，局势再度失控，1922年，英国管治在名义上结束，埃及获得独立地位。 
在1923年，埃及國王福阿德一世要求開羅的學者編制「標準版」的《古蘭經》，並在1924年7月10日在開羅首次出版，該被認為是完整無誤及伊斯蘭世界唯一一個有效版本。

### 直到1956年的英國占領
儘管英國管治埃及的名義上於1922年結束，但英國對埃及的內政外交仍然有一定的影響力，而且保留了蘇伊士運河、蘇丹的控制權。其中軍隊一直留在埃及直到1956年。在此期間，開羅市區在新的橋樑和交通連接的推動下，繼續擴大到包括花園城、紮馬雷克和赫利奧波利斯的高檔社區。1882年至1937年間，開羅的人口增加了兩倍多，從347,000人增加到130萬人，其面積從10平方公里增加到163平方公里（約4到63平方英里）。
1952年1月26日，開羅發生一系列的暴動，約有750棟建築物遭縱火打劫，包括零售店、咖啡店、電影院、旅館、餐廳、戲院、夜店和國立歌劇院。此事件直接的導火線為英國駐紮部隊在當日稍早於伊斯梅利亞以一面倒的局勢，射殺了50名埃及輔警。這些輔警的死亡隨即帶動了自發的反英抗議行動，此行動很快被群眾裡有組織的人馬引導，開羅大部分的區域遭群眾縱火、洗劫，該事件被稱為開羅大火災，而引發縱火犯至今仍未為人所知，但在此事件後，英國人離開了開羅。
1950年代後，為了適應不斷增長的人口與城市的快速發展並沒有減弱的跡象。時任總統賈邁勒·阿卜杜勒·納賽爾重新開發解放廣場和尼羅河濱海路，並改善了城市的橋樑和高速公路。與此同時，對尼羅河的額外控制促進了蓋濟拉島和城市海濱的發展。 大都市開始從尼羅河三角洲，促使政府建設沙漠衛星城鎮，並製定激勵措施，讓開羅居民遷往這些城鎮。

### 1956年後
在20世紀下半葉，開羅的人口和城市面積繼續大幅增長。1947年至2006年間，大開羅地區的人口從2,986,280人增加到16,292,269人。[138]人口爆炸還推動了非正式建房（非正式建房）的興起，這意味著在沒有任何官方規劃或控制的情況下建造的住房。到 2009 年，超過63%的大開羅人口居住在非正式建房，這些社區佔了約大開羅地區總面積的17%。非正式建房的好處，能夠為開羅的大量勞工階級提供負擔得起的住宿和社區，但它也同時也會面對被政府忽視、缺乏公共服務和空間過度擁擠的影響。此外開羅的城市面積也逐漸擴大。最知名的例子是成立於1960年代的納斯爾市（Madinat Nasr），這是一個由政府資助從首都圈向東擴張的大型城市。
同時，開羅將自己確立為北非和阿拉伯世界的政治和經濟中心，許多跨國企業和組織，包括阿拉伯聯盟，都在城外開展業務。1979 年，開羅的歷史街區被列為聯合國教科文組織世界遺產。
1992年，開羅發生地震，造成545人死亡、6,512人受傷，約50,000人無家可歸。

### 2011年埃及革命
開羅的解放广场是 2011 年針對前總統胡斯尼·穆巴拉克引發2011年埃及革命的主要场地之一。2011年1月25日，超过15000名抗议者占领了该广场，在此期间广场的无线服务被中断。解放广场在接下来的几天里既然是抗议者最主要的目的地。2月11日，在民眾持續數週的堅決抗議和壓力下，穆罕默德·胡斯尼·穆巴拉克宣佈下台，成千上萬的民眾至解放廣場慶祝。

### 革命後的開羅
在阿卜杜勒-法塔赫·塞西的統治下，2015年3月宣布了在現有衛星城市新開羅以東45公里的地方，建造另一個尚未命名的計劃城市，旨在作為埃及的新行政首都。埃及政府表示，遷都的一个主要原因是为了缓解开罗的拥堵。

## 地理
開羅位於埃及北部，地中海以南 165 公里（100 英里），蘇伊士灣和蘇伊士運河以西 120 公里（75 英里）。這座城市位於尼羅河沿岸，緊鄰河流離開沙漠山谷，並分支到低窪尼羅河三角洲地區的南部。儘管開羅從尼羅河向四面八方延伸，但開羅市僅位於河的東岸和其中的兩個島嶼，總面積為453平方公里（ 175平方英里）。地質上，開羅位於第四紀的沖積層和沙丘上。
直到19世紀中葉，河流被水壩、防洪堤和其他措施控制前，開羅附近的尼羅河極易受到河道和水面高度變化的影響。多年來，尼羅河逐漸向西移動，提供了河流東部邊緣和城市現在所在的莫卡塔姆高地之間的位置。11世紀尼羅河的低潮期繼續增加開羅的景觀。一個名為Geziret al-Fil的新島嶼於 1174 年首次出現，但最終與大陸相連。Geziret al-Fil的遺址現為舒布拉區。低潮時期在14世紀之交創造了另一個島嶼，現在則由扎馬雷克區和傑濟拉區組成。馬穆魯克人和奧斯曼人的土地開墾，努力進一步促進了城市和河在東岸的擴張。
由於尼羅河的流動，城市的新興區域，如花園城、開羅市中心和紮馬雷克在開發時位於離河岸最近的地方。這些地區目前是開羅大部分大使館的所在地，在北部、東部和南部被城市的舊區包圍。老開羅位於市中心以南，擁有福斯塔特的遺跡和开罗科普特老城。位於城市北部的布拉克區則是誕生於16 世紀的一個港口，現在是開羅的工業中心。開羅城堡位於市中心以東，圍繞开罗伊斯兰老城，開羅西部以寬闊的林蔭大道為主、該地區受歐洲影響的現代建築為主，而東區部在幾個世紀以來則雜亂無章地發展，以小巷、擁擠的公寓和伊斯蘭建築為主。
開羅的北部和最東部包括衛星城市的郊區，是該城市最近增加的地區之一，約20世紀末和 21 世紀初發展起來的，以適應開羅的快速發展。尼羅河西岸通常包括在開羅市區內，但它由吉薩市和吉薩省組成。今天這個城市雖然仍然是開羅的郊區擁有270萬人口。2008年開羅省位於赫勒萬省北部，當時開羅南部的一些地區，包括馬迪和新開羅，被拆分並併入新省，至2011年，赫勒萬省重新併入開羅省。
根據世界衛生組織的數據，近代開羅的空氣污染比建議的安全水平，還要高出近12倍。

### 氣候
开罗以及沿尼罗河峡谷地区的气候是热带沙漠气候（即柯本气候分类法中的BWh）。但是峡谷效应使得该地区的湿度经常很高。该地风暴也比较频繁，每年三、四月风将大量撒哈拉沙漠的沙尘吹进城市（参见坎辛風。冬季普遍温和，最冷月平均气温范围在9°C至19°C之间，最低温偶尔降至0°C以下。夏季长，较为炎热，但气温较许多沙漠气候地区为低（最热月平均气温不超过28°C），40°C以上的炎热天气也并不常见。开罗降水极少，全年平均仅25毫米，绝大部分集中在11月至次年3月之间；但有时也会有突发的强降雨，并因此引发严重的洪水。 
2013年12月13日开罗降下大雪，这是该地100多年来首次降雪。
| 開羅的氣候數據                                                                                            | 開羅的氣候數據 | 開羅的氣候數據 | 開羅的氣候數據 | 開羅的氣候數據 | 開羅的氣候數據 | 開羅的氣候數據 | 開羅的氣候數據 | 開羅的氣候數據 | 開羅的氣候數據 | 開羅的氣候數據 | 開羅的氣候數據 | 開羅的氣候數據 | 開羅的氣候數據 |
| 月份 | 1月            | 2月            | 3月            | 4月            | 5月            | 6月            | 7月            | 8月            | 9月            | 10月           | 11月           | 12月           | 全年           |
| --- | -------------- | -------------- | -------------- | -------------- | -------------- | -------------- | -------------- | -------------- | -------------- | -------------- | -------------- | -------------- | -------------- |
| 历史最高温 °C（°F）                                                                                       | 31 (88)        | 34.2 (93.6)    | 37.9 (100.2)   | 43.2 (109.8)   | 47.8 (118.0)   | 46.4 (115.5)   | 42.6 (108.7)   | 43.4 (110.1)   | 43.7 (110.7)   | 41 (106)       | 37.4 (99.3)    | 30.2 (86.4)    | 47.8 (118.0)   |
| 平均高温 °C（°F）                                                                                         | 18.9 (66.0)    | 20.4 (68.7)    | 23.5 (74.3)    | 28.3 (82.9)    | 32 (90)        | 33.9 (93.0)    | 34.7 (94.5)    | 34.2 (93.6)    | 32.6 (90.7)    | 29.2 (84.6)    | 24.8 (76.6)    | 20.3 (68.5)    | 27.7 (81.9)    |
| 日均气温 °C（°F）                                                                                         | 14.0 (57.2)    | 15.1 (59.2)    | 17.6 (63.7)    | 21.5 (70.7)    | 24.9 (76.8)    | 27.0 (80.6)    | 28.4 (83.1)    | 28.2 (82.8)    | 26.6 (79.9)    | 23.3 (73.9)    | 19.5 (67.1)    | 15.4 (59.7)    | 21.8 (71.2)    |
| 平均低温 °C（°F）                                                                                         | 9 (48)         | 9.7 (49.5)     | 11.6 (52.9)    | 14.6 (58.3)    | 17.7 (63.9)    | 20.1 (68.2)    | 22 (72)        | 22.1 (71.8)    | 20.5 (68.9)    | 17.4 (63.3)    | 14.1 (57.4)    | 10.4 (50.7)    | 15.8 (60.4)    |
| 历史最低温 °C（°F）                                                                                       | 1.2 (34.2)     | 3.6 (38.5)     | 5 (41)         | 7.6 (45.7)     | 12.3 (54.1)    | 16 (61)        | 18.2 (64.8)    | 19 (66)        | 14.5 (58.1)    | 12.3 (54.1)    | 5.2 (41.4)     | 3 (37)         | 1.2 (34.2)     |
| 平均降水量 mm（）                                                                                         | 5.0 (0.20)     | 3.8 (0.15)     | 3.8 (0.15)     | 1.1 (0.04)     | 0.5 (0.02)     | 0.1 (0.00)     | 0 (0)          | 0 (0)          | 0 (0)          | 0.7 (0.03)     | 3.8 (0.15)     | 5.9 (0.23)     | 24.7 (0.97)    |
| 平均降水天数（≥ 0.01 mm）                                                                                 | 3.5            | 2.7            | 1.9            | 0.9            | 0.5            | 0.1            | 0              | 0              | 0              | 0.5            | 1.3            | 2.8            | 14.2           |
| 平均相對濕度（％）                                                                                        | 59             | 54             | 53             | 47             | 46             | 49             | 58             | 61             | 60             | 60             | 61             | 61             | 56             |
| 月均日照時數                                                                                              | 213            | 234            | 269            | 291            | 324            | 357            | 363            | 351            | 311            | 292            | 248            | 198            | 3,451          |
| 可照百分比                                                                                                | 66             | 75             | 73             | 75             | 77             | 85             | 84             | 86             | 84             | 82             | 78             | 62             | 77             |
| 平均紫外线指数                                                                                            | 4              | 5              | 7              | 9              | 10             | 11.5           | 11.5           | 11             | 9              | 7              | 5              | 3              | 7.8            |
| 来源1：World Meteorological Organization (UN) (1971–2000),NOAA for mean, record high and low and humidity |                |                |                |                |                |                |                |                |                |                |                |                |                |

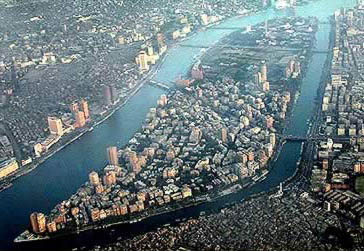
鸟瞰开罗南部，格吉拉岛被尼罗河环抱。

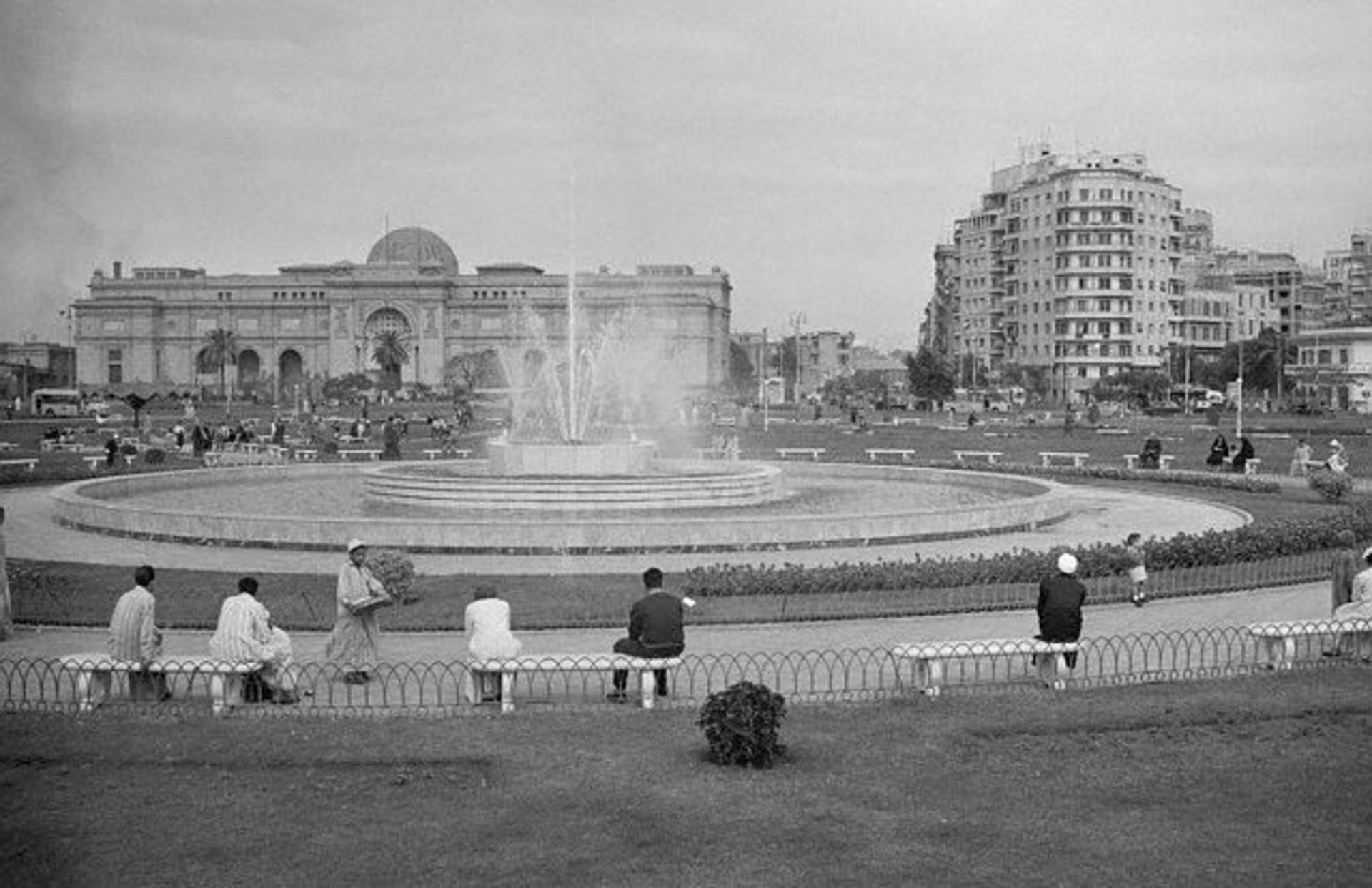
1958年的解放广场

| 来源2：Danish Meteorological Institute for sunshine (1931–1960), Weather2Travel (ultraviolet)             |                |                |                |                |                |                |                |                |                |                |                |                |                |

### 首都圈
大開羅地區是非洲最大的都市區。它由開羅省、吉薩省的部分地區和卡柳比亞省的部分地區組成。

### 衛星城市
位於開羅周圍的吉薩、十月六日城、舒卜拉海邁和奧伯市，和開羅以東的新開羅，是為適應大開羅地區進一步增長和發展而建造的主要衛星城市。.

### 計劃中的新首都
2015年3月，埃及政府宣布計劃在開羅以東建設一座尚未命名的新行政首都，該城市位於開羅省的未開發地區，將作為埃及的行政和金融首都。

## 經濟

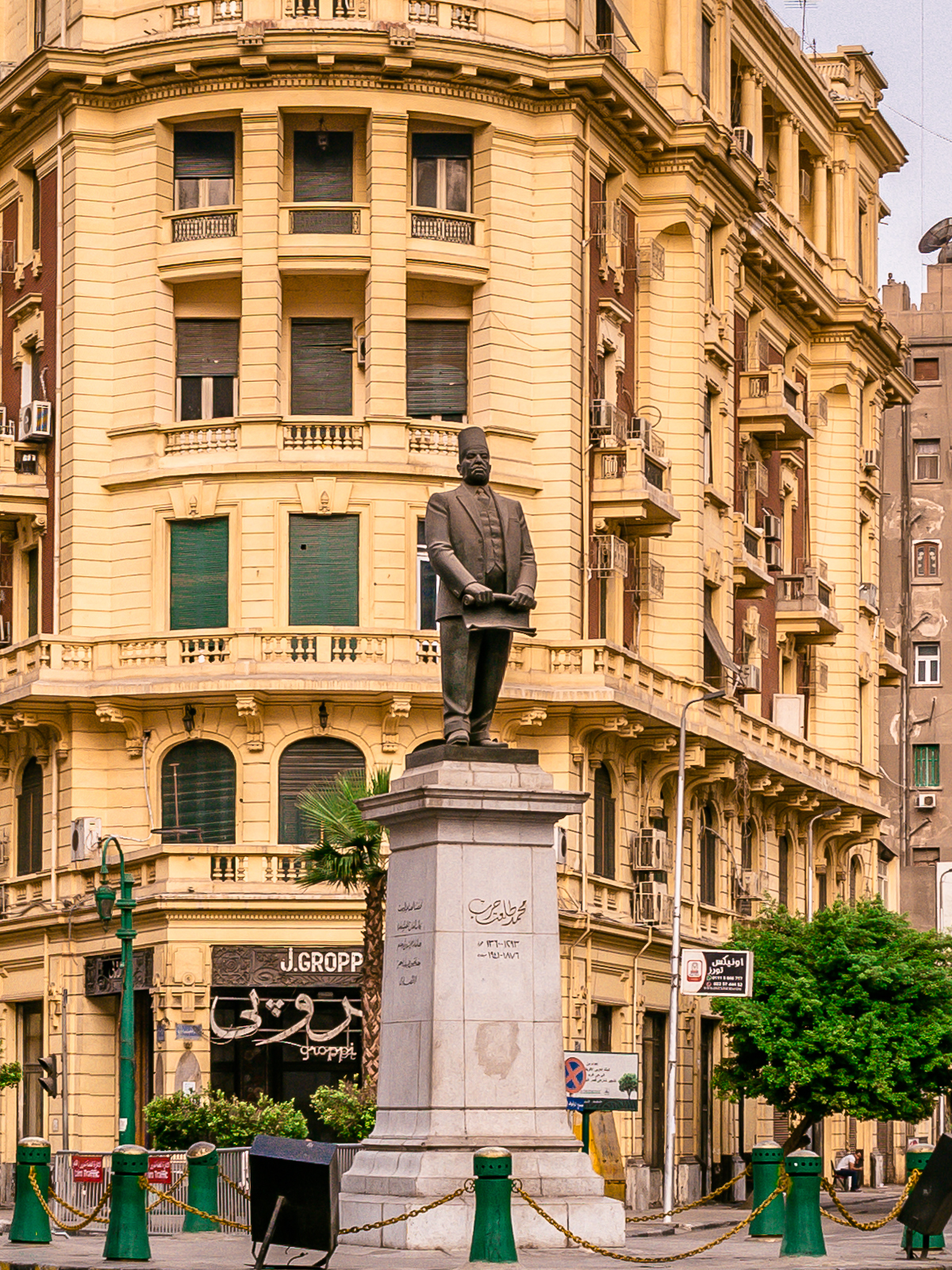
現代埃及經濟之父，企業家塔拉特·哈爾布的雕像，位於開羅市中心

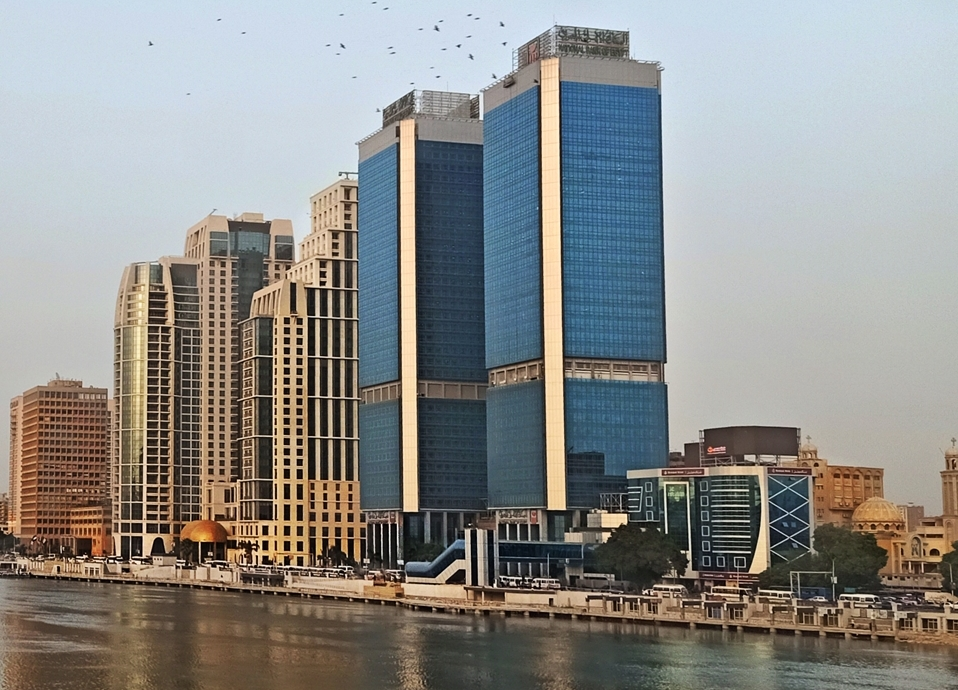
從尼羅河看NBE塔（埃及國家銀行）

開羅的經濟傳統主以政府機構和服務為基礎，現代工業部門在20世紀不斷擴大。截至2005年，埃及擁有阿拉伯世界最大的非石油GDP。農業方面，除了特有的農作物種植如洋蔥、芝麻之外，這裡的棉布等紡織品貿易業及食品加工的發展也很繁榮，特別是甘蔗。
開羅佔埃及人口的11%，佔其國家經濟(PPP)的 22%。全國的大部分商業貿易，包括出版社、媒體機構、電影製片廠等幾乎都聚集在開羅，其中全國一半的醫院病床和大學也設立於此。這推動了開羅的快速建設。位於開羅的汽車製造商包括埃及輕型運輸製造公司、阿拉伯美國汽車公司、嘉寶集團、埃及商業車輛生產公司、首迪集團、斯佩蘭薩汽車等。

## 交通
開羅市的道路網絡極大極廣泛，道路除貫穿整個開羅外，亦連接附近的衛星城市和鄉村。市內路面公共交通有出租車和由私人公司營運的公共汽車。
交通擠塞是開羅市的重大交通難題，市內繁忙街道的車輛移動速率極低，喇叭聲四起，但開羅的司機普遍很忍讓。
開羅市內設有阿拉伯世界第一個啟用的地鐵，也是非洲兩個營運中的重型地鐵系統之一，另一個是同樣位於北非的阿爾及爾地鐵。開羅地鐵于1987年9月开始运营。截止至2014年，开罗地铁系统有61座地铁站，3座换乘站，总长77.9公里。現時運營中的路線有1號線，2號線及3號線。在繁忙時間，地鐵會變得非常擠擁。

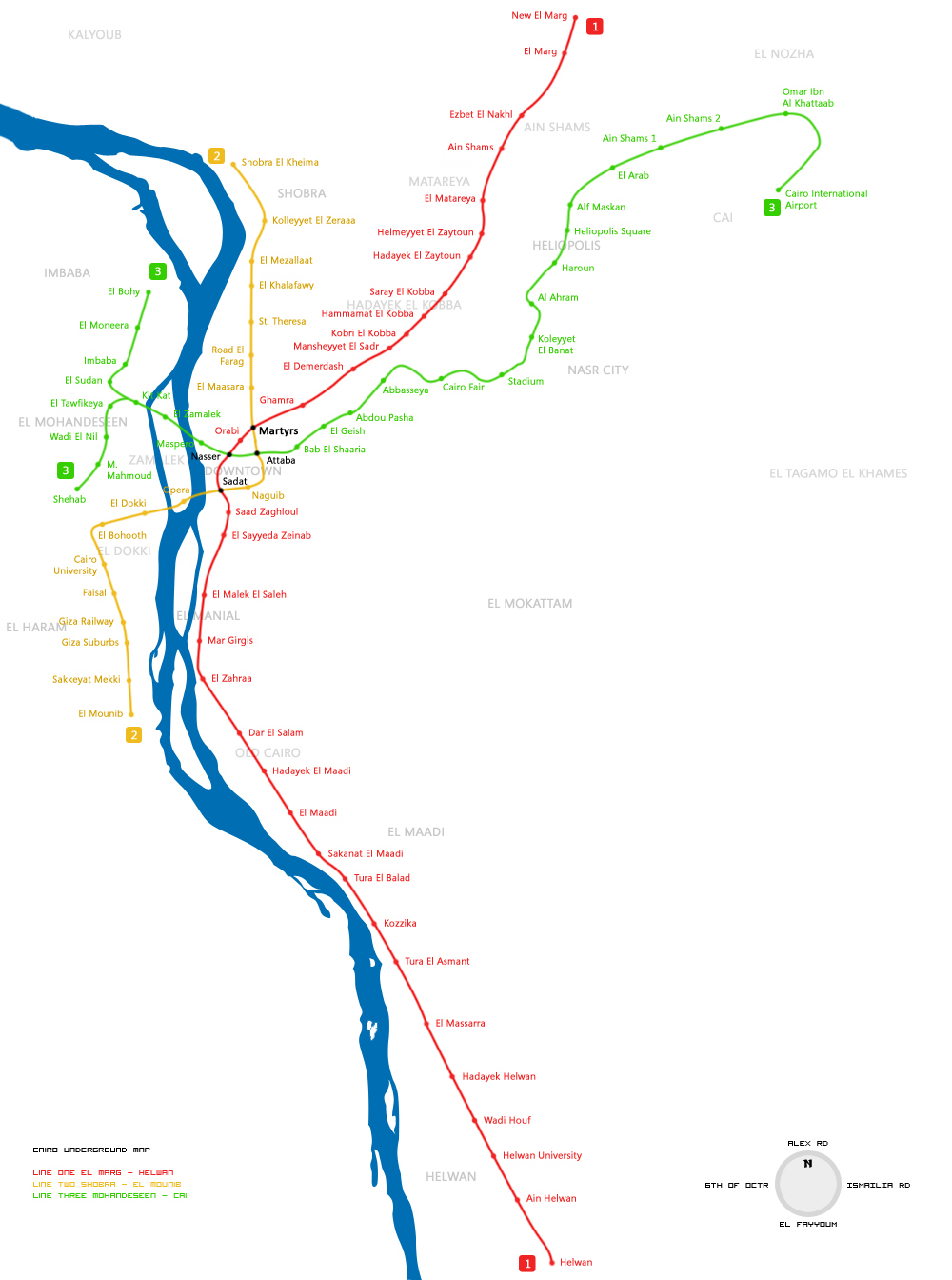
開羅地鐵线路示意图

## 地标

### 解放廣場

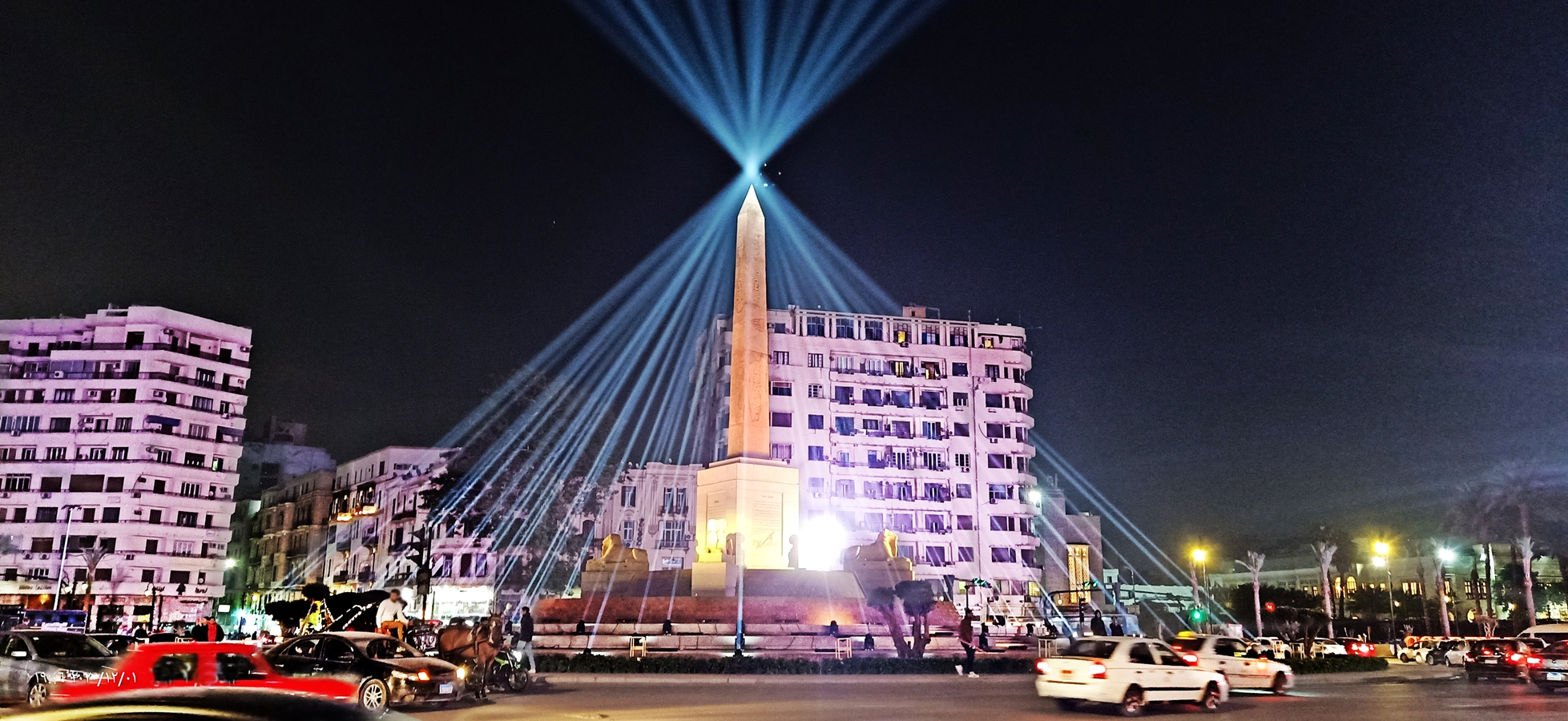
2020年的解放廣場。

隨著現代開羅市中心的建立，解放廣場始建於19世紀中葉。它最初被命名為伊斯梅爾廣場，以 19 世紀統治者伊斯梅爾帕夏 (Khedive Ismail) 的名字命名，在1952年的埃及七月革命之后，为了纪念埃及的政治制度从君主立宪制转变为共和制，广场的名字更改为解放广场。廣場周圍有幾座著名建築，包括开罗国家博物馆、埃及民族民主党总部、莫伽瑪政府建筑、阿拉伯联盟总部、尼罗河酒店和开罗美国大学等，多年來見證了幾次重大抗議活動。

### 埃及博物館

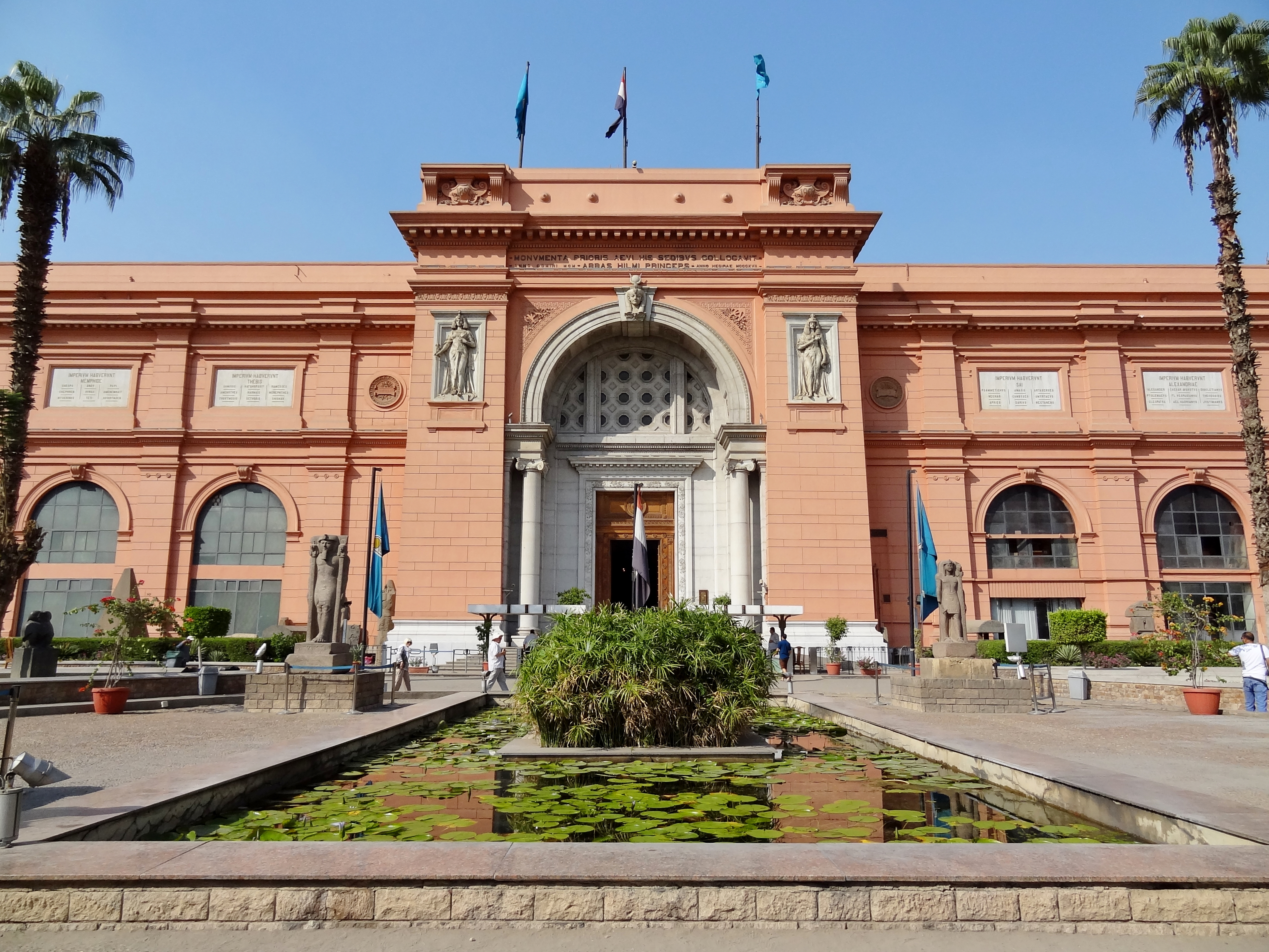
埃及博物館的大門，該館舍位於解放廣場前。

埃及古物博物館，俗稱埃及博物館，收藏了世界上最廣泛的古埃及古物收藏。它展出了 136,000 件物品，地下儲藏室裡還有數十萬件。其中最著名藏品包括來自圖坦卡蒙墓的文物群。

#### 大埃及博物館
大埃及博物館是吉薩高原總體規劃的一部分，占地480,000平方公尺，按計劃是世界上最大的考古博物館。是原計劃於2019年部分開放，將展出從埃及博物館轉移至此的圖坦卡蒙系列，但工程因2011年埃及革命而一度停擺，埃及政府冀望於2022年開幕。

### 開羅塔

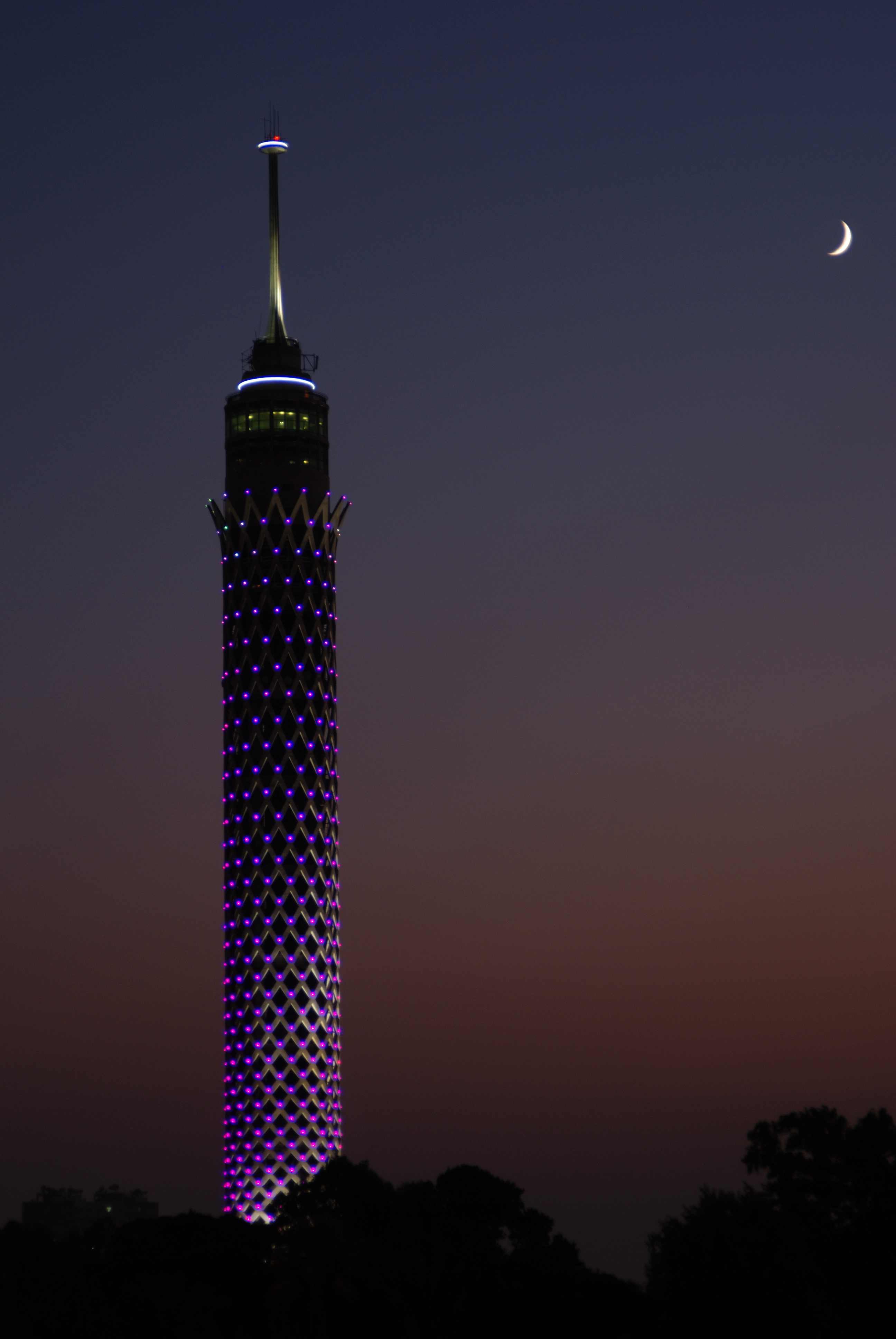
夜晚的開羅塔

開羅塔是一座獨立的塔樓，頂部設有一個旋轉餐廳。向旅客提供了開羅景觀的視野。它位於市中心尼羅河蓋濟拉島的紮馬雷克區。開羅塔約187公尺（614 英尺），比位於西南約15公里（9英里）的胡夫金字塔高44公尺（144 英尺）。

### 开罗伊斯兰老城
開羅伊斯蘭老城建於10世紀，是世界上最古老的伊斯蘭城市之一，它有許多古老著名的清真寺、伊斯蘭學校、市場和噴泉，是伊斯蘭世界的一個重要的中心城市。該老城以卡利利市場為中心，向南北两方扩展，包括艾資哈爾大學、萨拉丁城堡、伊本·图伦清真寺等著名伊斯兰古蹟。1979年列入聯合國教科文組織世界遺產，登錄名稱為開羅古城。以及还有著名苏丹.哈桑清真寺并且也已有六百多年历史。

### 开罗大城堡区

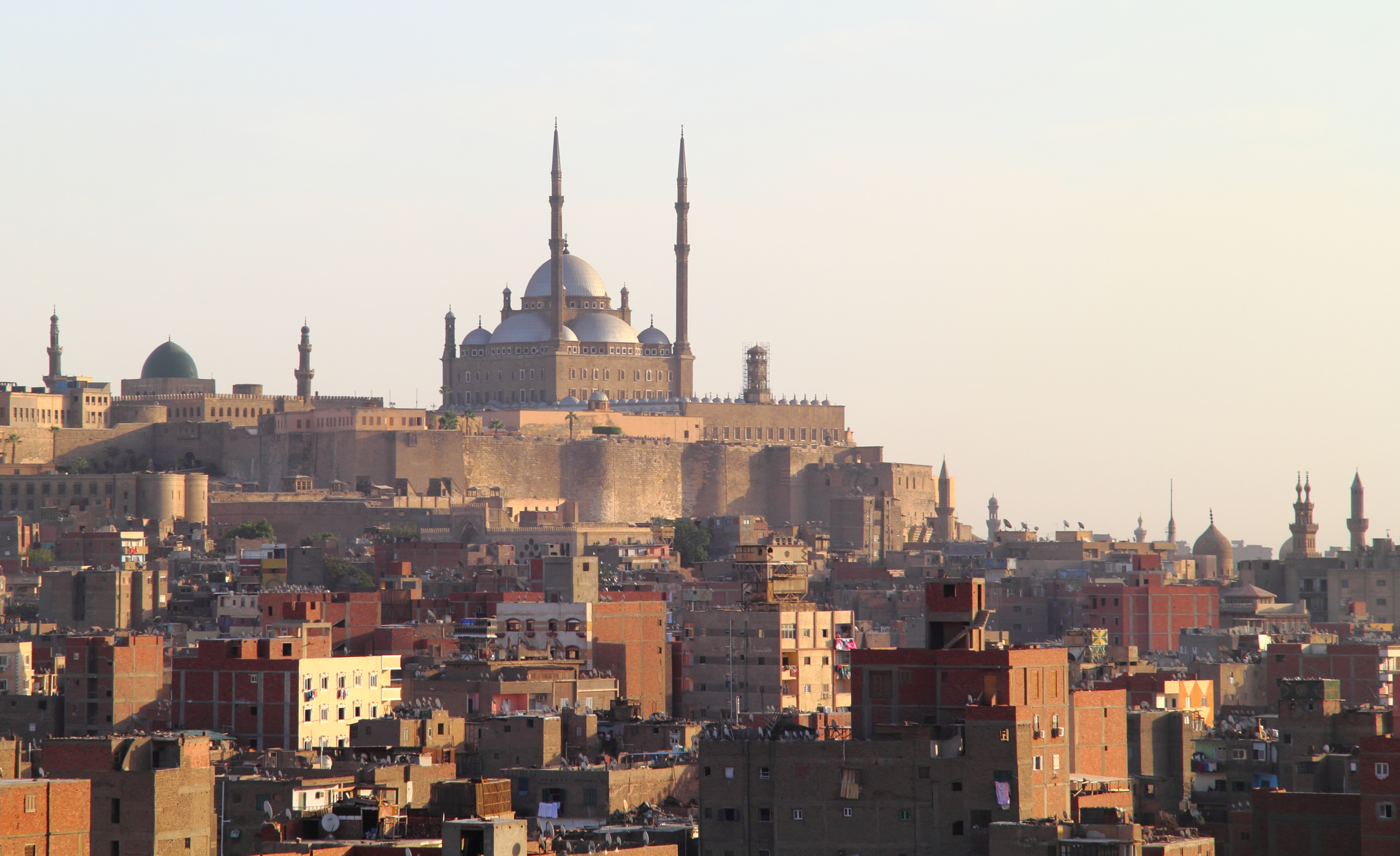
开罗城堡與19世紀興建的穆罕默德阿里清真寺。

開羅大城堡區原本是薩拉丁在1176年到1183年間用來防衛十字軍的堡壘區，城堡建在塔母山下的一個海角上，在19世紀之前，它一直是埃及政府的中心，這進一步證明了城堡地理擁有絕佳的位置。在19世紀上半葉，穆罕默德·阿里·帕夏拆除了大城堡区的許多舊建築，並在整個遺址上建造了新的宮殿和紀念碑，在20世紀，開羅城堡被英國占領和埃及軍隊用作軍事要塞，直到1983年向公眾開放。

## 友好城市
开罗和以下城市締為友好城市。
- 阿联酋 阿布扎比
- 约旦 安曼
- 伊拉克 巴格達
- 中国 北京市
- 叙利亚 大馬士革
- 巴勒斯坦 东耶路撒冷
- 土耳其 伊斯坦堡
- 突尼西亞 凯鲁万
- 苏丹 喀土穆
- 阿曼 马斯喀特
- 義大利 巴勒莫
- 摩洛哥 拉巴特
- 葉門 萨那
- 首爾
- 德国 司徒加特
- 塔什干
- 第比利斯
- 日本 東京都
- 利比亞 的黎波里

## 圖片集

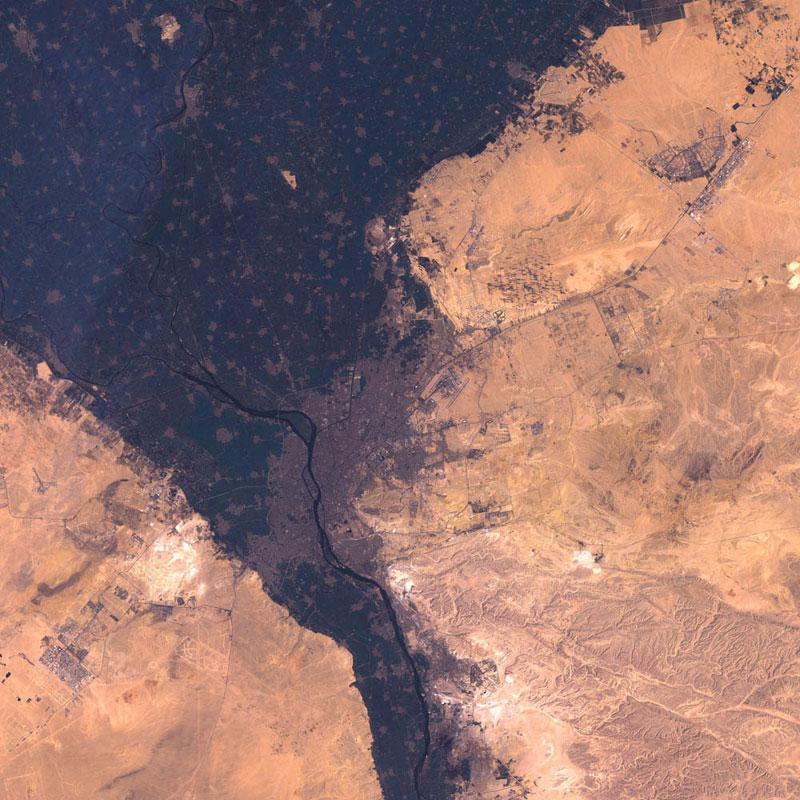
開羅與附近地區的衛星空照圖
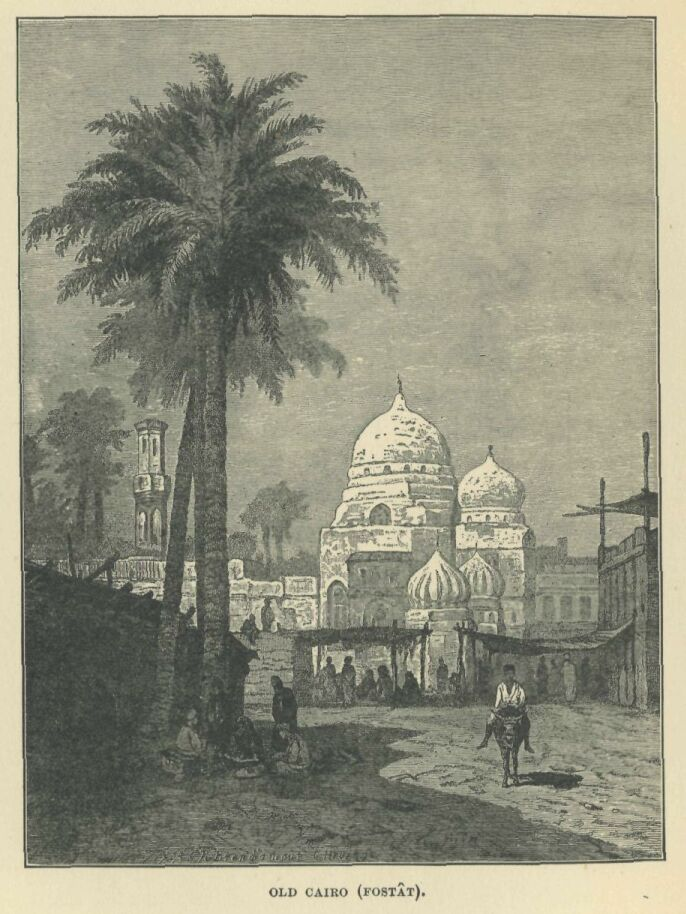
福斯塔特畫像
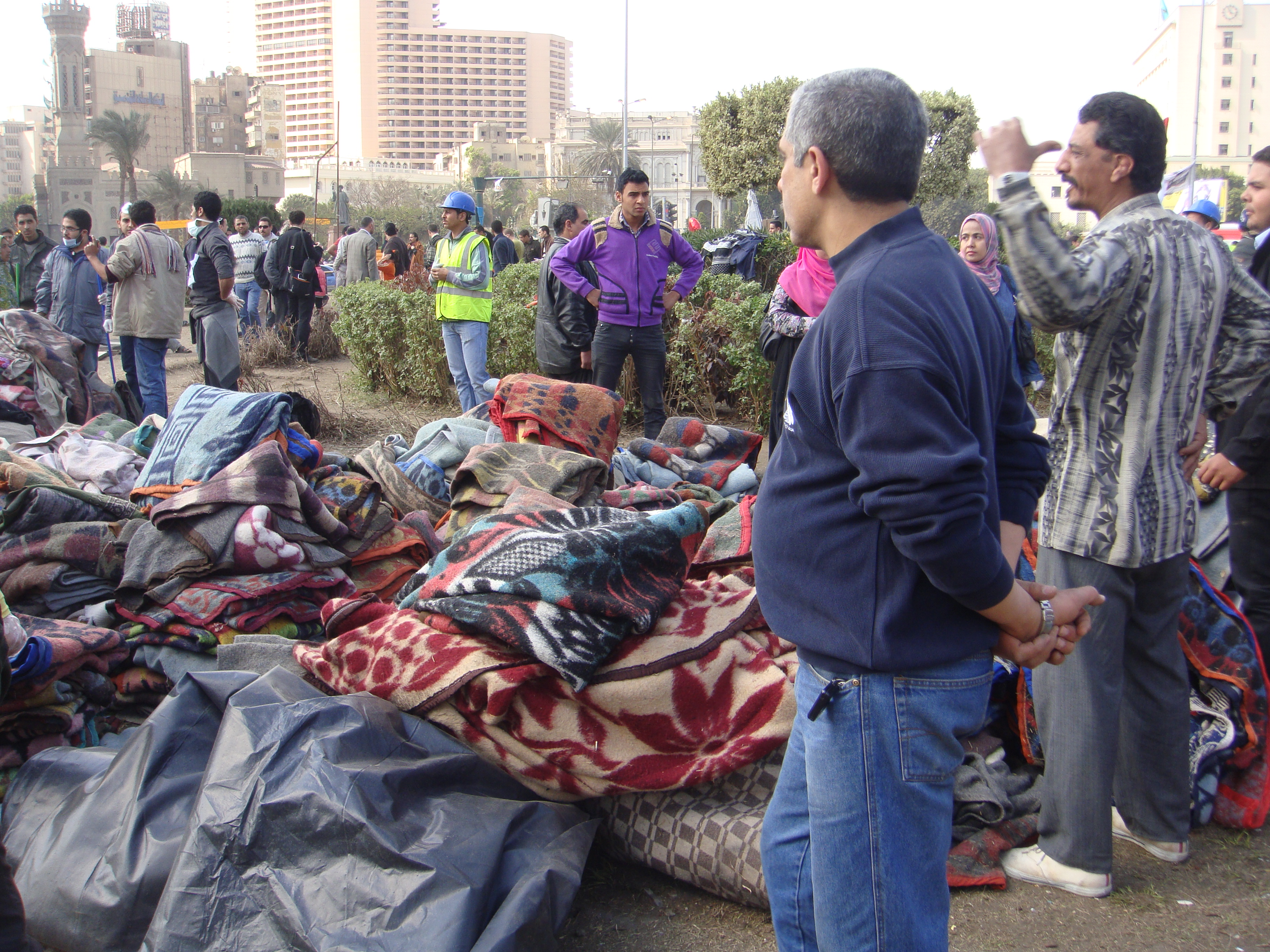
貧民救濟處發送的棉被
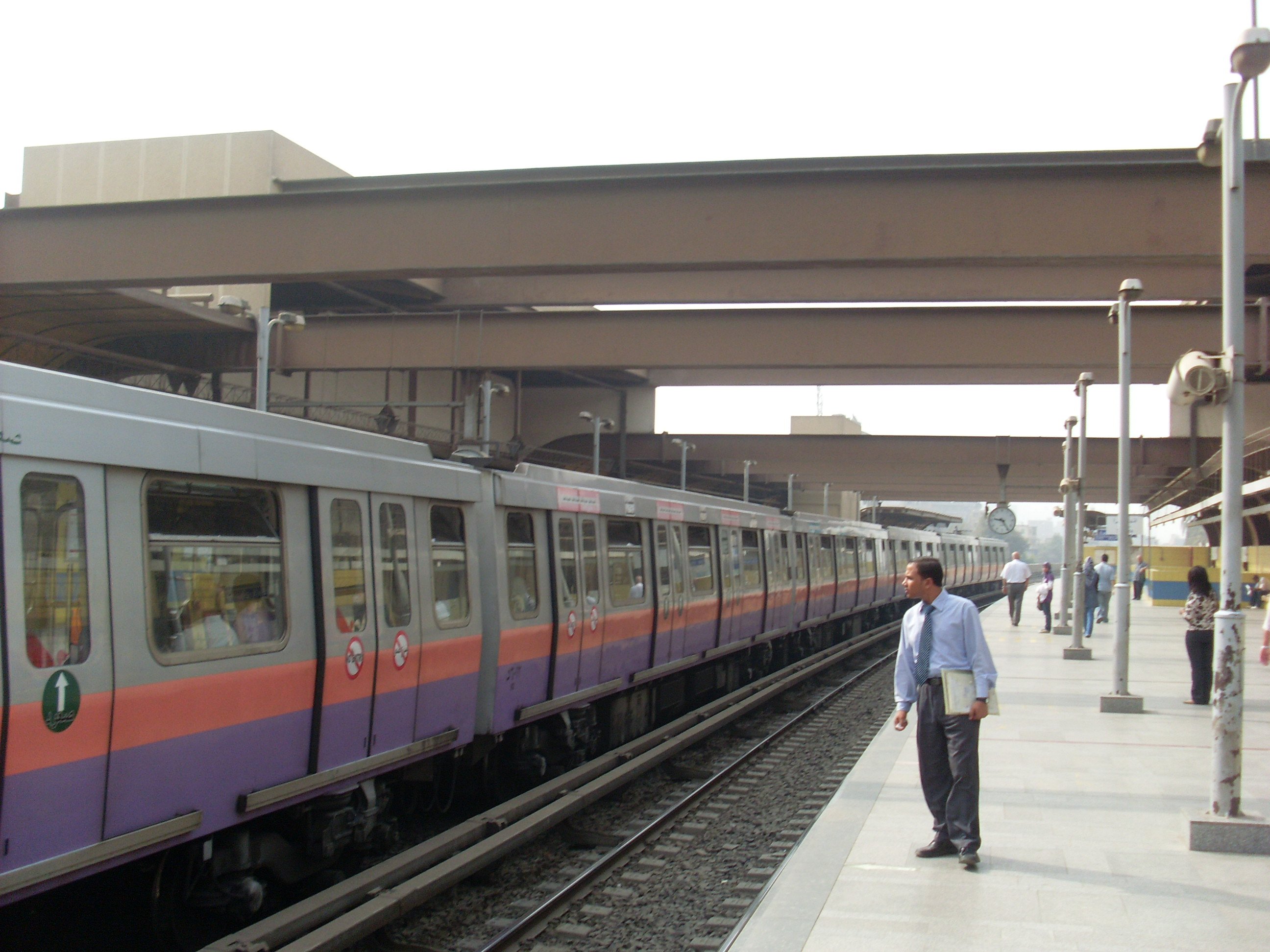
捷運
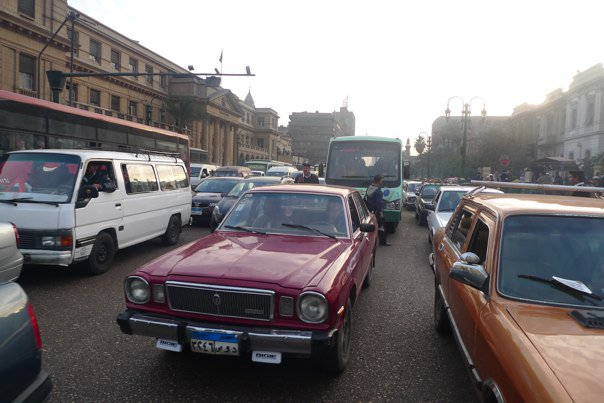
高蘭六路
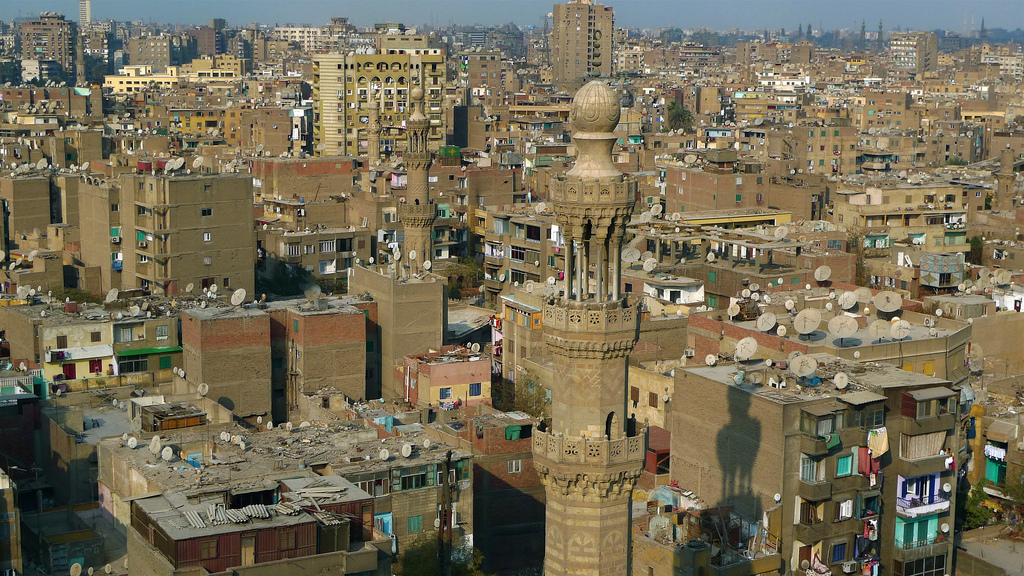
貧民區
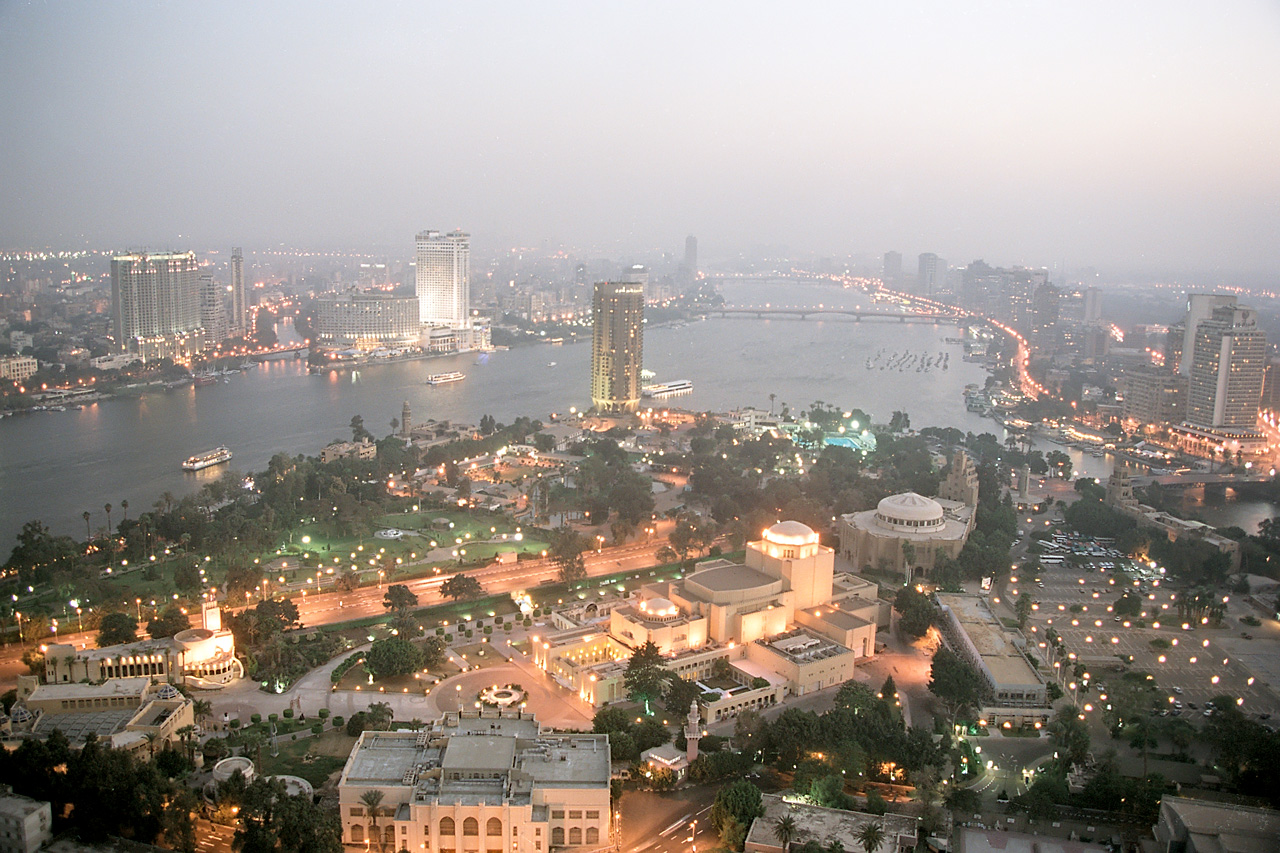
尼羅河岸
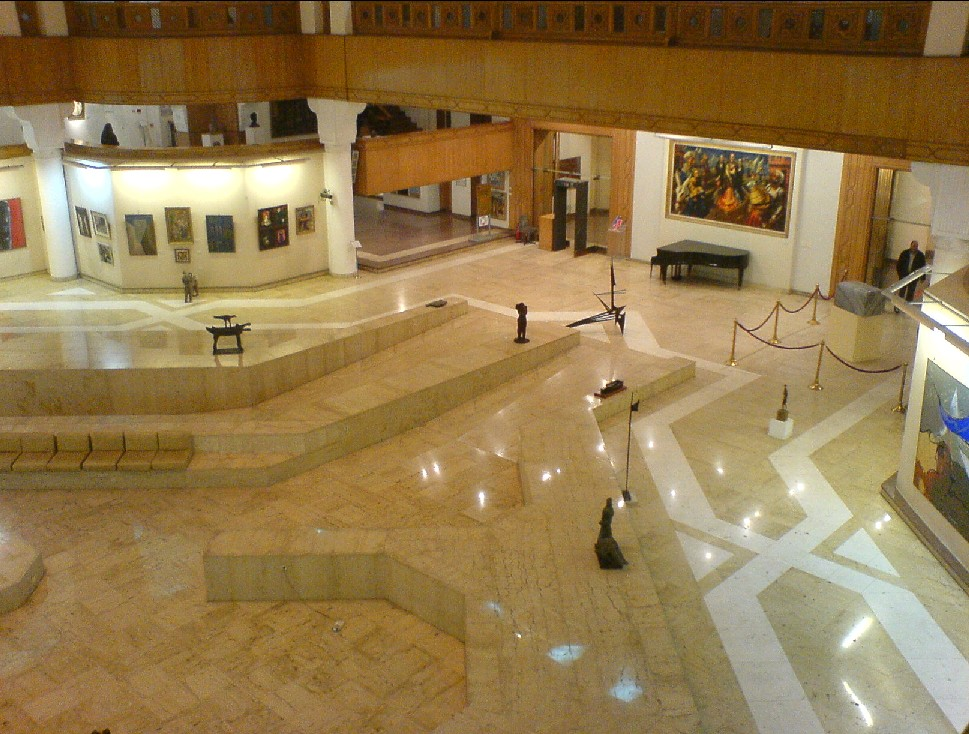
開羅現代藝術博物館
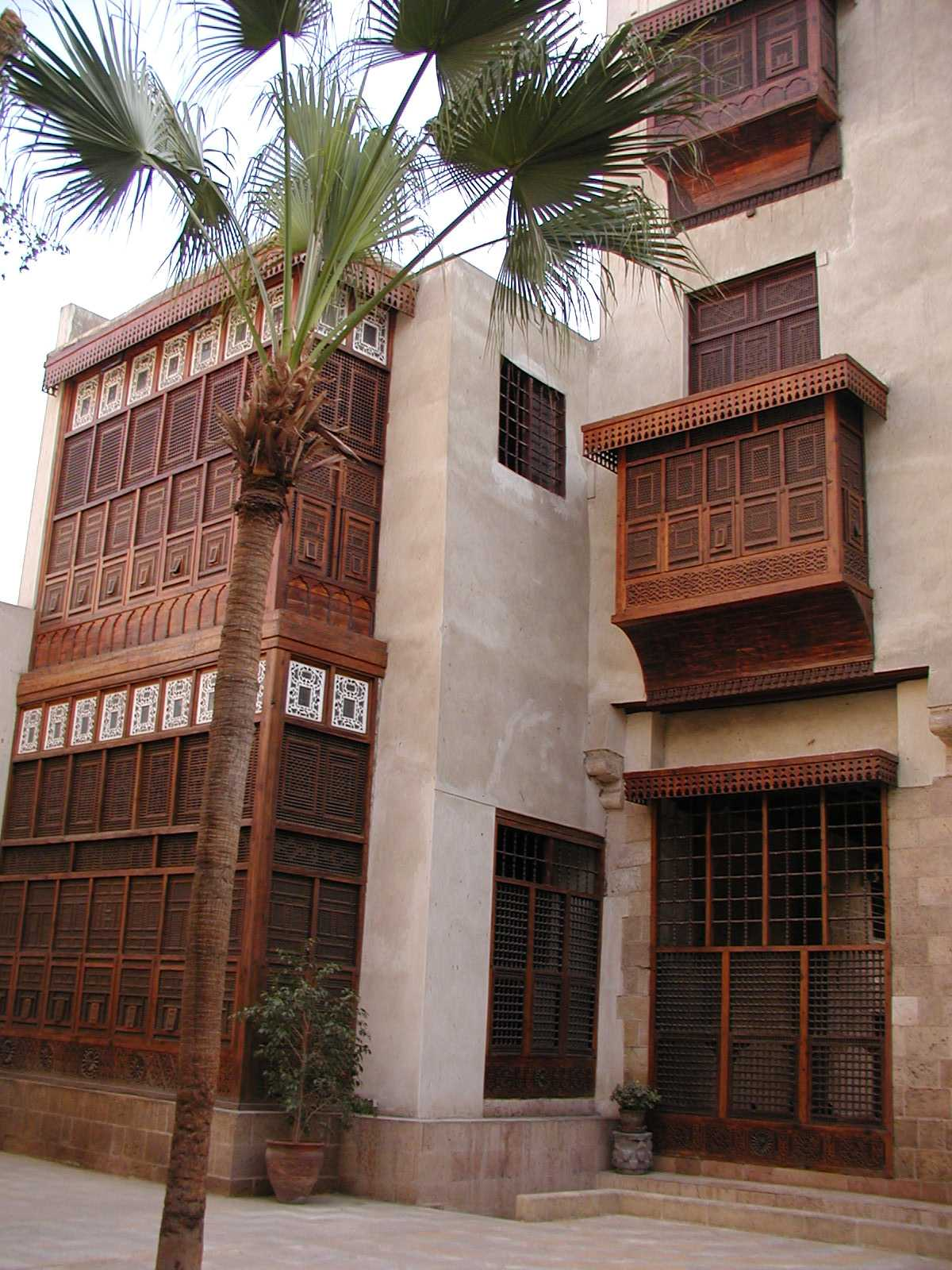
Bayt Al-Suhaymi
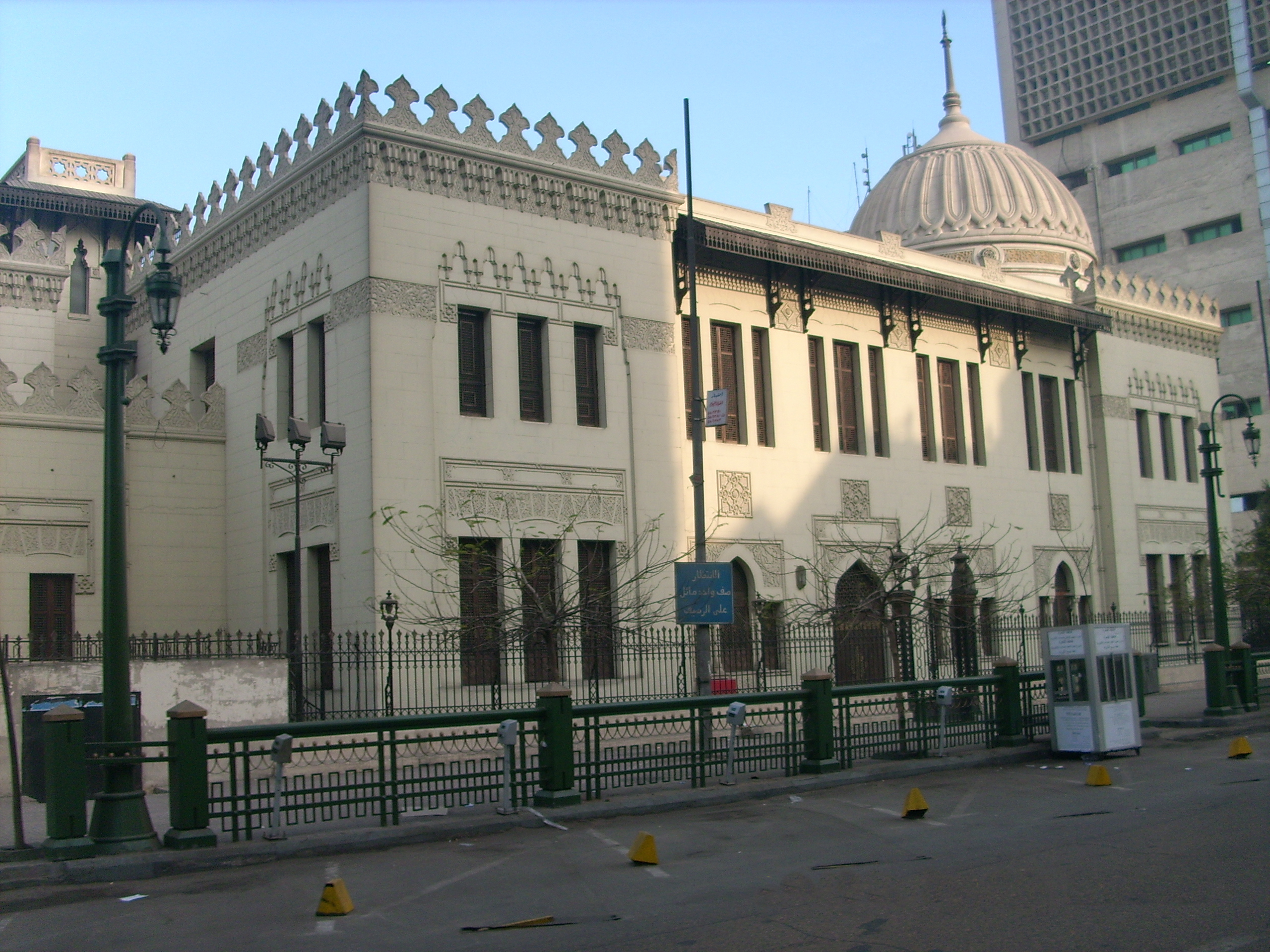
阿拉伯音樂廳